# Nelson DeMille
Nelson DeMille (Nelson Richard DeMille) (ur. 23 sierpnia 1943 w Nowym Jorku, zm. 17 września 2024 w Mineola) – pisarz amerykański, służył w Wietnamie, początkowo w wywiadzie wojskowym, potem w piechocie w stopniu porucznika, po zakończeniu służby pracował jako korespondent Law Officer Magazine. Pisał też jako Jack Cannon, Kurt Ladner, Brad Matthews.

## Twórczość

### Serie

#### Joe Ryker (pisał jako Jack Cannon)
1. Strzelec Wyborowy (The Sniper, 1989)
2. The Hammer of God (1989)
3. The Smack Man (1989)
4. The Cannibal (1989)
5. Night of the Phoenix (1989)
6. The Death Squad (1989)

#### John Sutter
1. Złote Wybrzeże (The Gold Coast, 1990)
2. Adwokat diabła (The Gate House, 2008)

#### Paul Brenner
1. Sprawa honoru: Córka generała (The General’s Daughter, 1992)
2. List z Wietnamu (Up Country, 2002) – nowe wydanie jako Z biegiem rzeki[2]

#### John Corey
1. Śliwkowa wyspa (Plum Island, 1997)
2. Gra Lwa  (The Lion’s Game, 2000)
3. Nadejście nocy (Night Fall, 2004)
4. Żywioł ognia (Wild Fire, 2006)
5. Powrót Lwa (The Lion, 2010)
6. Pantera (The Panther, 2012)
7. Radiant Angel (2015)
8. The Maze (2022)[3]

### Pozostałe
- Graal (The Quest, 1975)
- Hitler's Children (1976) (jako Kurt Ladner)
- Killer Sharks: The Real Story (1977) (jako Brad Matthews)
- Nad rzekami Babilonu (By the Rivers of Babylon, 1978)
- Mayday (Mayday, 1979) (wspólnie z Thomasem H. Blockiem)
- Katedra (Cathedral, 1981)
- Odyseja Talbota (The Talbot Odyssey, 1984)
- Słowo honoru (A Word of Honor, 1985)
- Szkoła wdzięku (The Charm School, 1988)
- Spencerville (Spencerville, 1994)
- The Cuban Affair (2017)
- The Deserter (2019)
- Blood Lines (2023)

## Polscy wydawcy książek
Jego książki były wydawane przez wydawnictwa: Rebis, Prima, Albatros, Rzeczpospolita; a ostatnio nowe pozycje i wznowienia wydaje wydawnictwo Buchmann w serii Fabryka Sensacji.